# 1009
1009 је била проста година.

## Догађаји
- 24. април — У Нојбургу на Дунаву, у присуству краља, надбискуп Тагино хиротонисао је Титмара за епископа Мерзебурга.
- 18. октобар — Калиф ал-Хаким изненада почиње да прогони хришћане и Јевреје у Палестини. Наредио је уништење свих цркава и манастира у Палестини, почевши од храма Гроба Господњег.
- мај — Уз сагласност племства, на састанку Хофтага у Регензбургу, Хајнрих II званично разрешава дужности свог зета, војводу Хенрија од Баварске.
- Лето — Хајнрих II улази у земље својих луксембуршких рођака. Свуда су настала велика разарања. Краљеви словенски савезници су чак опљачкали и уништили манастир Светог Мартина западно од Меца.
- Јесен — примирје Хајнриха II са Луксембуржанима.
- Да би помогао Еберхарду од Бамберга на његовом положају особе одговорне за дворску канцеларију, Хајнрих II поставља другог канцелара — Гунтера, сина Екарда од Мајсена.
- Први помен Литваније у хроникама.
- Као резултат побуне, Ли Тхаи То оснива вијетнамску династију Ли.
- Ибн Јунус је завршио рад на састављању астрономских и географских табела под називом „Велики Хаким Зиј“ — „аз-Зиј ал-Хакими ал-кабир“).